# Hide (musiker)
 For alternative betydninger, se Hide. (Se også artikler, som begynder med Hide)
Hide (født  Hideto Matsumoto, japansk: 松本 秀人, Matsumoto Hideto; 13. december 1964 i Yokosuka, død 2. maj 1998 i Tokyo) var en japansk musiker i bandet X Japan.

## Diskografi
Studiealbum
- Hide Your Face (1994)
- Psyence (1996)
- Ja, Zoo (1998)

Singler
- "Eyes Love You" (1993)
- "50% & 50%" (1993)
- "Dice" (1994)
- "Tell Me" (1994)
- "Misery" (1996)
- "Beauty & Stupid" (1996)
- "Hi-Ho"/"Good Bye" (1996)
- "Rocket Dive" (1998)
- "Pink Spider" (1998)
- "Ever Free" (1998)
- "Hurry Go Round" (1998)
- "Tell Me" (2000, genindspilning)
- "In Motion" (2002)